# إغنازيو جارديللا
إغنازيو جارديللا (بالإيطالية: Ignazio Gardella) هو مهندس ومهندس معماري إيطالي، ولد في 30 مارس 1905 في ميلانو في إيطاليا، وتوفي في 15 مارس 1999 في أوليجيو في إيطاليا.